# Кведа Бзвані
Кведа Бзвані (груз. ქვედა ბზვანი) — село в Грузії.
За даними перепису населення 2014 року в селі проживає 1090 осіб.